# Starr School
Starr School é uma Região censo-designada localizada no estado americano de Montana, no Condado de Glacier.

## Demografia
Segundo o censo americano de 2000, a sua população era de 248 habitantes.

## Geografia
De acordo com o United States Census Bureau tem uma área de
10,6 km², dos quais 10,6 km² cobertos por terra e 0,0 km² cobertos por água. Starr School localiza-se a aproximadamente 1428 m acima do nível do mar.

## Localidades na vizinhança
O diagrama seguinte representa as localidades num raio de 36 km ao redor de Starr School.